# Rob Barel
Rob Barel (* 23. prosince 1957, Amsterdam) je nizozemský triatlonista, magistr biologie a bývalý špičkový plavec. Je trojnásobným mistrem Evropy v krátkém triatlonu. V roce 1994 se stal historicky prvním ITU mistrem světa v dlouhém triatlonu. V premiérovém olympijském závodě v Sydney na Letních olympijských hrách 2000 skončil na 43. místě.